# Cetra

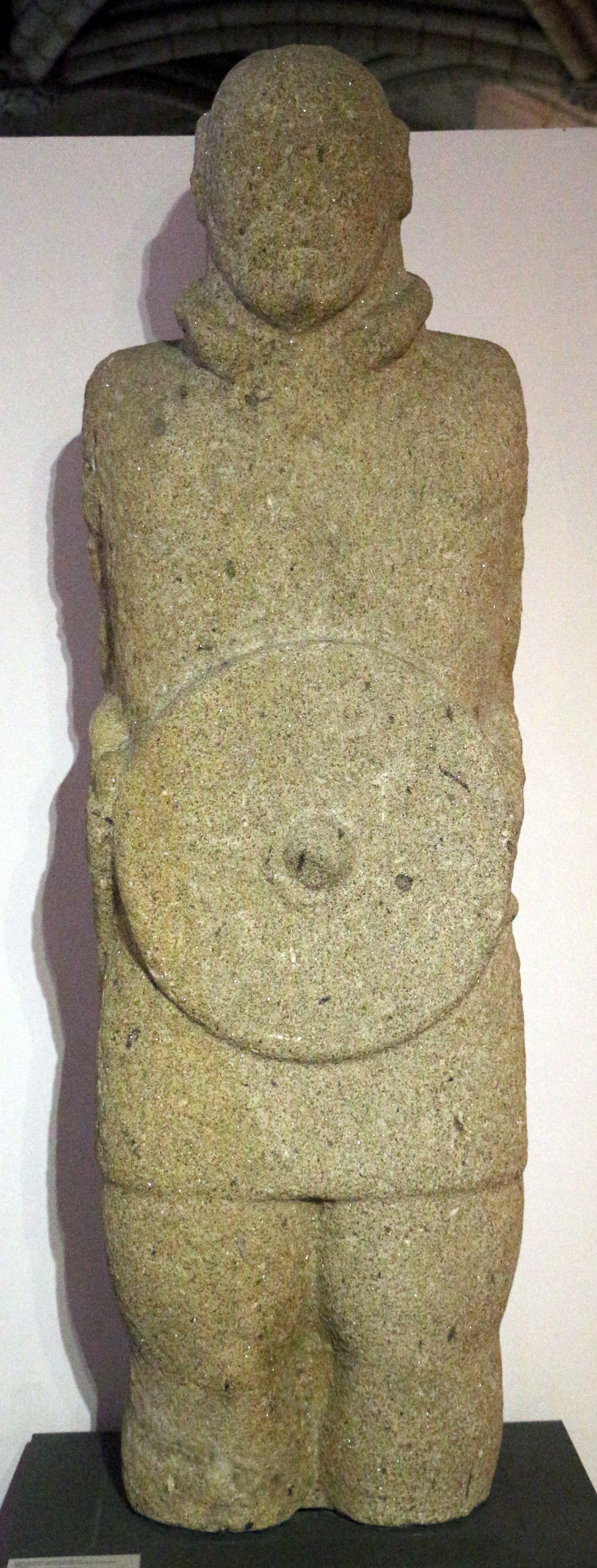
Estátua dum guerreiro galaico de Lezenho, com um cetra decorada no Museu Nacional de Arqueologia.

A cetra (em latim: Caetra; em grego: καίτρεα; romaniz.: kaítrea) é um pequeno escudo circular de madeira, de pequenas dimensões, originário da Península ibérica pré-romana, tipicamente usado pelos iberos, celtiberos, lusitanos, galaicos e cântabros

## Feitio
A cetra era um escudo geralmente plano (há exemplares excepcionais côncavos) e redondo de madeira revestida a coiro ou feltro e reforçada com rebiques metálicos. O revestimento de coiro servia para ajudar a amparar os golpes do inimigo que, caso contrário, poderiam estilhaçar rapidamente a madeira da cetra.
De acordo com Estrabão, o coiro utilizado tanto poderia ser de quadrúpedes mais corriqueiros, como vacas, burros, cabras, como de espécies mais exóticas, como elefantes.
O feitio manejável e o tamanho reduzido da cetra estavam concebidos de feição a aparar os golpes de forma activa e não a permitir ao portador resguardar-se, passivamente, por detrás dela, como acontece com os escudos de maiores dimensões.

### Interior

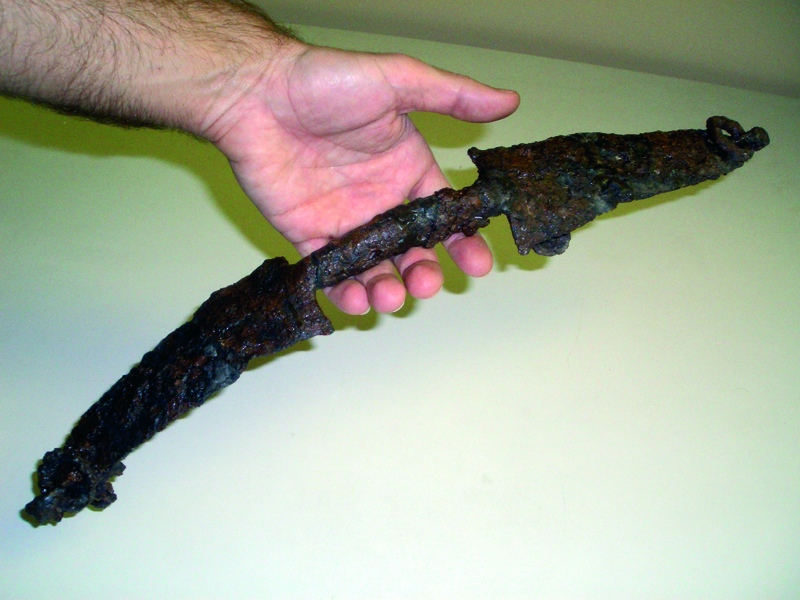
Asa de uma cetra, com uma aleta em cada ponta.

Por dentro, a cetra contava com uma asa de ferro e duas aletas triangulares ou circulares, que a ajudavam a segurar-se às pranchas do escudo.
Algumas fontes salientam a particularidade de que a cetra não tinha braçadeira, salvante uma série de correias de coiro para ajudar a mantê-la atada ao braço do guerreiro na pendência do combate ou, então, segura às costas durante os percursos e caminhadas.
Os cavaleiros, geralmente, levavam a cetra às costas, para poupar as cavalgaduras de ter de a levar à ilharga.

### Exterior

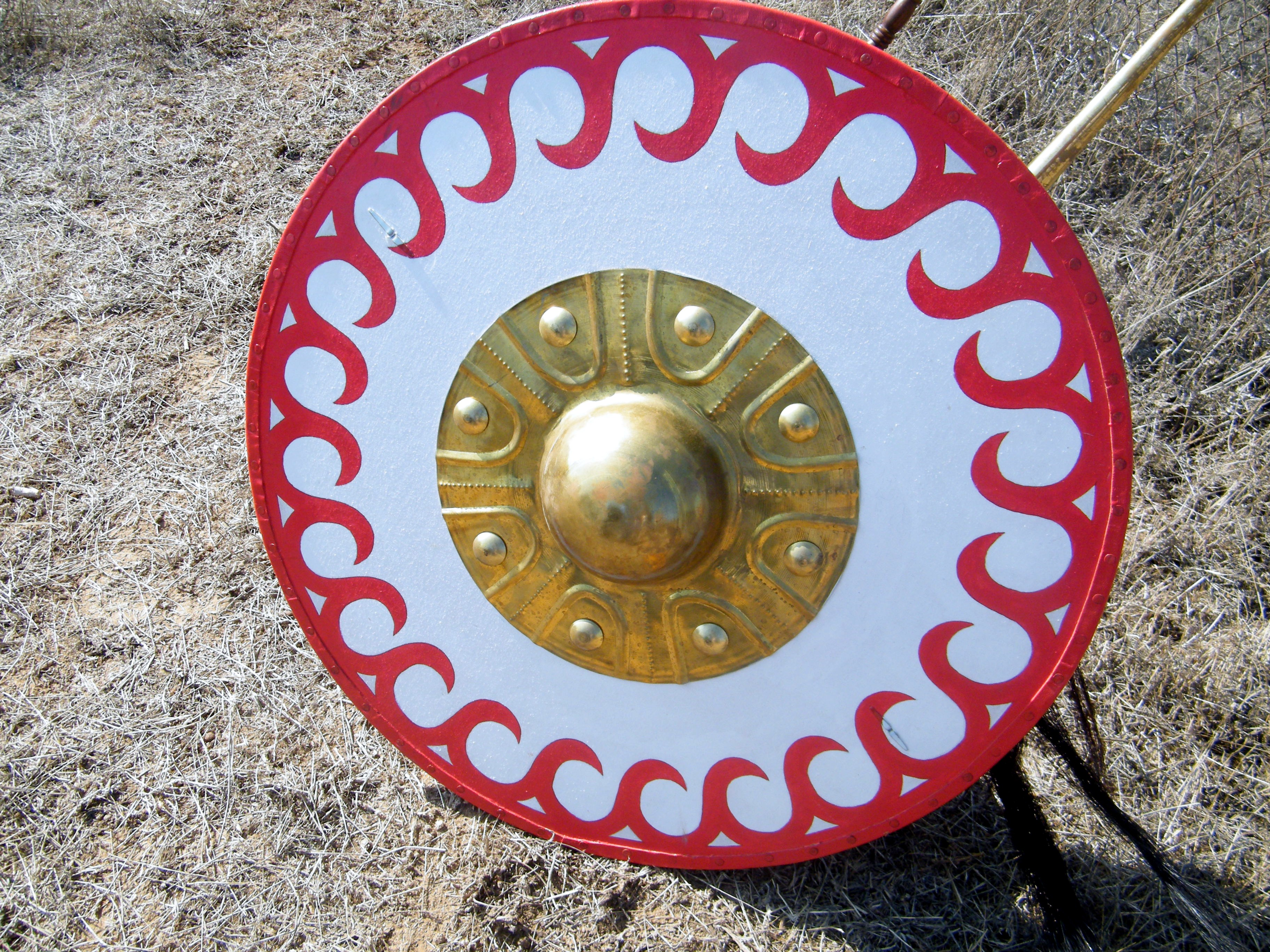
Reconstituição de uma cetra celtibera. Ao centro, a peça metálica é o umbo. Nos rebordos, a vermelho, estão os padrões distintivos da cetra.

Não se conservam praticamente nenhuns exemplares com umbo, pelo há historiadores que supõem que, nalguns casos, a cetra não os teria. Em todo o caso, no que toca aos exemplares de cetras que contam com um umbo, essa peça de ferro, além de reforçar o escudo e ajudar a resguardar os nós dos dedos do guerreiro, do lado de dentro do corpo da cetra, também serviam para lhe conferir uma feição ofensiva, apta para empurrar e golpear o adversário.
Graças às representações em cerâmica dessa época, sabe-se que o exterior das cetras era decorado com pinturas. Geralmente os motivos da pintura eram geométricos e não serviam finalidades meramente decorativas, senão também distintivas. Há abonações literárias de Tito Lívio que nos informam que, com base no tipo de padrões pintados nas cetras, era possível identificar à distância os diferentes clãs ou povos que as empunhavam. Em todo o caso, também se sabe que houve  exemplares de cetras cujo exterior teria pele pouco curtida ou mesmo conservando ainda o pêlo do animal.

### Dimensões

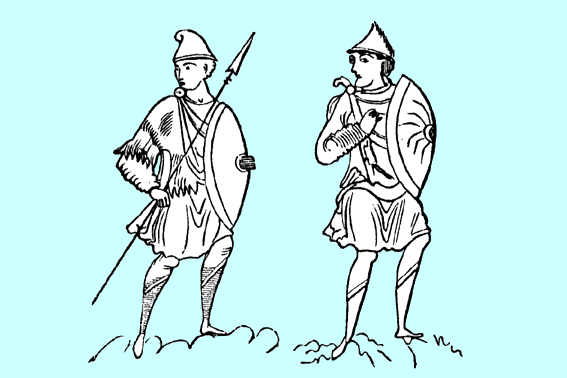
Desenho de dois soldados munidos de cetras

No que toca às dimensões, eram muito variáveis, podendo ir desde das de um broquel pequeno de 30 centímetros de diâmetro, às dum escudo grande de 90 a 110 centímetros.  Todavia, o habitual era que as cetras ficassem a meio termo entre estes dois tamanhos, entre os 50 e os 70 centímetros, por molde a conferir maior mobilidade ao portador, sem lhe comprometer a protecção.
Com efeito, estas variações de tamanho também alternavam em função do povo que usava a cetra e do seu estilo de combate típico.
Assim, atendendo ao relato de Estrabão, sabe-se que as cetras dos lusitanos não mediriam mais de 60 centímetros, o que é parcialmente corroborado por  Diodoro, que se limita a assinalar que usavam escudos bastante pequenos. Ainda na mesma toada,  Diodoro refere que os lusitanos tinham uma técnica particularmente elegante de  movimentar o escudo em redor do corpo, de maneira a bloquear os ataques com projécteis.
Por outro lado, o mesmo autor ao expender sobre os celtiberos, mencionou que estes, por seu turno, já se serviriam de cetras maiores, chegando inclusive a compará-las às áspides dos hoplitas gregos. Crê-se que, ao contrário dos lusitanos, que preferiam combates de emboscada, os celtiberos usavam as cetras maiores, por causa da sua preferência pelos confrontos à queima-roupa.
Com base nos tachões que uniam as argolas metálicas da cetra à madeira, os arqueólogos conseguiram estimar que a grossura média das cetras oscilava em torno dos 15 aos 20 milímetros no centro e entre os 10 e os 12 milímetros junto à borda. O peso total da cetra deveria variar entre os 4 e os 5 quilos. Quanto ao tipo de madeira, há arqueólogos que conjecturam que as cetras pudessem ser feitas de buinhos entrelaçados, com base nalgumas referências literárias históricas, contudo, não se trata de um dado seguro ou pacífico entre especialistas.

## História

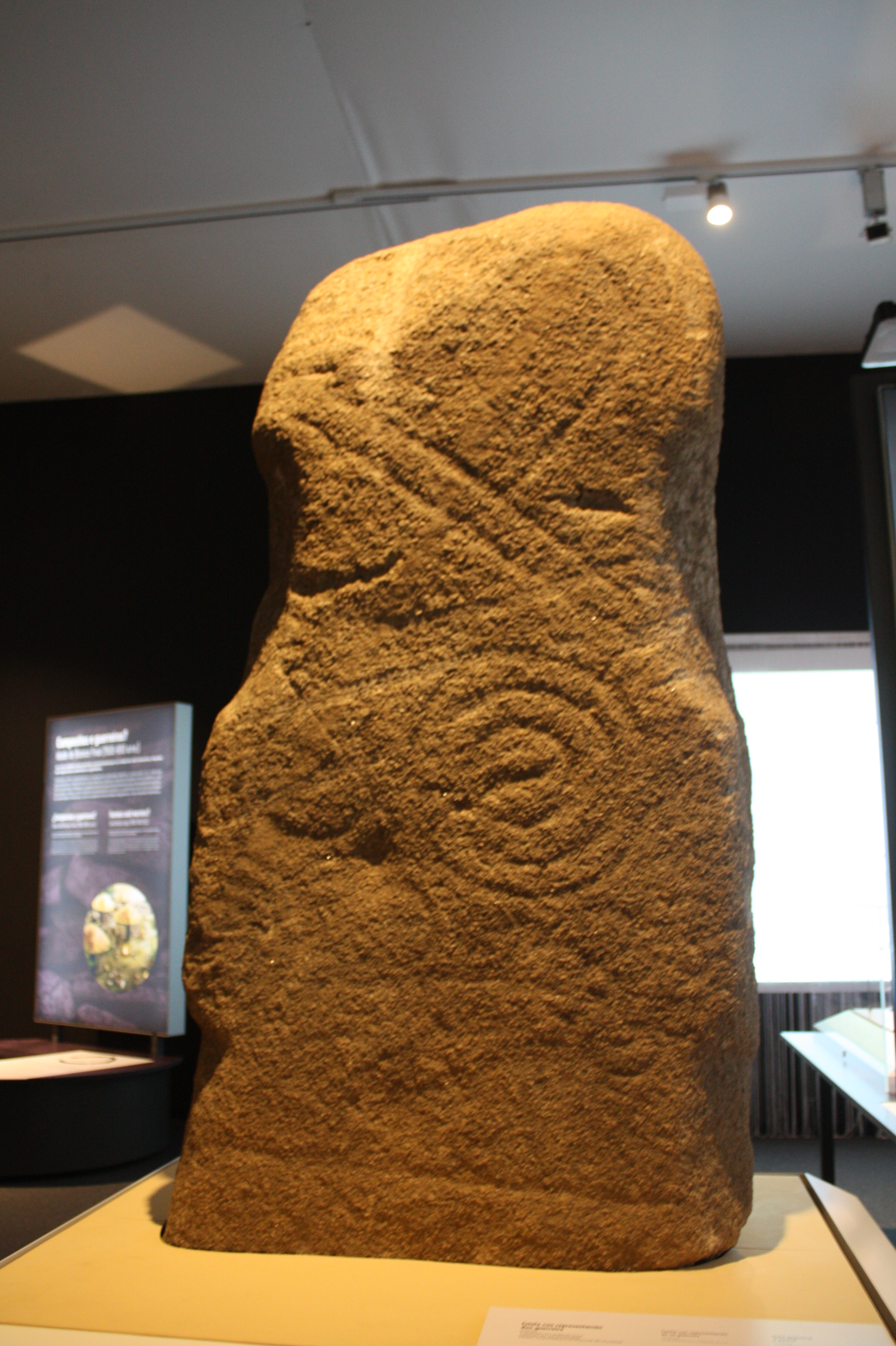
Representação simbólica duma cetra, com círculos concêntricos, por baixo duma espada. numa estela-menir de guerreiro, em Castrelo de Val (Ourense).

O uso da cetra remonta à Idade do Bronze, sobretudo no Sudoeste da Península Ibérica. Nas representações pré-históricas encontradas,  estes escudos aparecem com uma asa central e, nalguns casos, como uma série de círculos concêntricos. Esta dupla característica aparece num dos mais antigos monumentos ibéricos com figuras humanas conhecidos, o conjunto escultórico de Porcuna ( em Xaém, Espanha), de meados do século V a. C.
Junto aos escudos de coiro descobriram-se outros de madeira, decorados por fora com grandes tachões de bronze repuxado e lâminas finas que não só serviriam para aumentar a proteção, mas que contribuiriam para os tornar mais imponentes. Estes adornos aparecem em toda a Península desde o século V a. C. Obviamente, o escudo de coiro era demasiado ligeiro e os de madeira eram os mais utilizados, pelo menos desde o século IV a. C., segundo mostram estudos arqueológicos modernos.
Ao morrer o guerreiro, o escudo era queimado na pira funerária, juntamente como o dono.
Os guerreiros mercenários iberos, que acompanharam Aníbal, no comenos da Segunda Guerra Púnica, também vinham munidos da cetra.